# Heißer Süden
Heißer Süden (Originaltitel: The King and Four Queens) ist ein US-amerikanischer Western von Raoul Walsh aus dem Jahr 1956 mit Clark Gable und Eleanor Parker in den Hauptrollen.

## Handlung
Der Gauner Dan Kehoe erfährt von einem geheimen Goldschatz. Dieser ist auf der verkommenen Farm der alten Ma McDade vergraben. Nur sie kennt das Versteck und bewacht den Schatz für ihren letzten Sohn. Doch Ma McDade wohnt nicht allein, sondern zusammen mit ihren vier verwitweten Schwiegertöchtern. Der gewitzte Dan Kehoe schmeißt sich an die vier jungen Damen heran, um an den Schatz zu gelangen. Diese fallen auf den charmanten Schwindler herein. Doch Ma McDade durchschaut ihn und es kommt zum wilden Western-Finale.

## Produktion
Erstmals trat Clark Gable als Produzent in Erscheinung. Dafür tat er sich mit Jane Russells Produktionsfirma zusammen. Die United Artists wurde für den Verleih gewonnen. Als Drehbuchvorlage diente eine  Originalgeschichte von Margaret Fitts. Die Dreharbeiten fanden im Frühjahr und im Sommer 1956 statt. 
Die United Artists brachte den Film 1957 in die deutschsprachigen Kinos. Im Fernsehen lief er auch als Poker mit vier Damen und erhielt eine neue Synchronfassung.

## Kritik
Das vom Filmdienst herausgegebene Lexikon des internationalen Films bescheinigt ihm ein „In Inszenierung und Darstellung durchschnittlicher Western mit bitterbösem Humor“ zu sein.
Joe Hembus schrieb über den Film:

„Wie in den beiden anderen Clark-Gable-Western von Raoul Walsh, Drei Rivalen und Weint um die Verdammten, geht es hier um die Frage, welche Rolle der Besitz von Frauen bei dem Streben nach anderem Besitz spielt, aber in diesem unterhaltsamen Pascha-Western wird das schwere Problem in ironischem Komödienton aufgelöst.“